# Strukturmotiv
Strukturmotiv betyder inom molekylärbiologin ett karakteristiskt strukturelement i en kedjad biologisk molekyl (som protein och RNA) som förekommer i flera olika molekyler. För proteiner är det oftast ett typiskt och vanligt förekommande ihopvikningssätt för en del av ett protein. För proteiner används begreppet ibland omväxlande med begreppet (strukturell) domän, även om en domän inte behöver vara liktydigt med ett motiv. En domän, om den innehåller ett motiv, behöver till exempel inte innehålla bara ett motiv. 
Vissa motiv innehåller både tertiär (övergripande form) och sekundär proteinstruktur (form på lägsta nivån), och många kan ses som sammansättningar av sekundärstrukturer. Ofta är det just proteinets sammansättning av sekundärstruktur som får ge namn åt ett strukturmotiv, som till exempel helix-turn-helix. Detta gäller dock inte alltid, som i fallet med EF-hand.
Andra motiv, särskilt i proteiner, kan bestå av bara några få aminosyror, funktionella grupper eller funktionella atomer, och har då ingen koppling till sekundärstruktur, som ofta tar längre aminosyrasekvenser i anspråk. Sådana motiv är ofta direkt involverade i proteinets funktion. Ett exempel på ett sådant motiv är den katalytiska triad bestående av serin, histidin och aspartat som hittas i strukturen hos så olika proteiner som trypsin och subtilisin.
Eftersom det inte finns något entydigt förhållande mellan  primärstruktur (sekvens) och tertiärstruktur (övergripande form) så kan två biopolymerer dela samma motiv samtidigt utan att de liknar varandra på sekvensnivå. Med andra ord behöver inte ett strukturmotiv vara associerat med ett s.k. sekvensmotiv. Motsatt så behöver existensen av ett sekvensmotiv inte heller innebära någon särskild struktur. Till exempel så anses de flesta DNA-motiv (sekvensmotiv), inte innebära att DNA-molekylen avviker från sin "dubbelhelix"-struktur.

## Exempel på motivtyper i proteiner
- Beta-band:

Greek-key motiv.

Extremt vanligt. Två antiparallella betasträngar sammankopplade med en snäv loop av några få mellanliggande aminosyror. 
- Greek key:

4 betasträngar hopvikta till en sandwich-form. 
- Omega-loop:

En loop där aminosyraresterna i början och slutet av loopen sitter väldigt nära varandra.
- Helix-loop-helix:

Består av alfahelixar bundna av en loopregion av aminosyror. Är viktig i DNA-bindande proteiner.
- Zinkfinger:

Två betasträngar med änden av en alfahelix end vikt över för att binda en zinkjon. Detta motiv förekommer i transkriptionsfaktorer. 
- Helix-turn-helix:

- Beta-hårnål:

## Metoder
Strukturell linjering är en viktig metod för att upptäcka betydelsefulla strukturmotiv.